# Bleksad
Bleksad (Blacksad) je strip serijal koji rade scenarista Huan Dijaz Kanales (Juan Díaz Canales) i crtač Huanho Gvarnido (Juanjo Guarnido). Iako su oba autora Španci, njihova glavna ciljna grupa su francuski čitaoci, tako da se sva izdanja najpre štampaju na francuskom, dok špansko izdanje obično izlazi mesec dana kasnije. Prvi strip album Negde među senama (fr. Quelque part entre les ombres) izašao je u septembru 2000. Drugi album, Arktička nacija (fr. Arctic-Nation), izašao je u 2003, treći, Crvena duša (fr. Âme Rouge) 2005, četvrti, Pakao, tišina (fr. L'Enfer, le Silence) 2010, a peti, Amariljo, 2014. godine.

## Napomene
1. ↑  Prevodi na srpski jezik su iz strip izdanja na srpskom jeziku. Bleksad,  izdavač Beli Put  978-86-85489-87-7. Naziv druge epizode, Arctic-Nation,  isti je kao i u originalu.

## Spoljašnje veze
- (језик: француски)
- [мртва веза], Pavle Zelić, Popboks — recenzija stripa
- www.blacksad.com